# Ladislav Jurkemik
Ladislav Jurkemik (n. el 20 de julio de 1953, Jacovce) es un exfutbolista y entrenador eslovaco. Jugó como defensa, principalmente en el Inter Bratislava y FC St. Gallen, además de la selección de Checoslovaquia, con quien se proclamó campeón de la Eurocopa 1976.

## Selección nacional
Jurkemik participó en el Campeonato de Europa de la UEFA de 1976, donde Checoslovaquia ganó la medalla de oro, en el Campeonato de Europa de la UEFA de 1980, donde Checoslovaquia ganó la medalla de bronce y en la Copa Mundial de la FIFA 1982.
Posteriormente inició su carrera de entrenador, en la que dirigió a la selección de Eslovaquia tras la disolución de Checoslovaquia. A nivel de clubes dirigió a equipos eslovacos y austriacos, principalmente.